# The Oprah Winfrey Show
The Oprah Winfrey Show – amerykański program telewizyjny typu talk-show, którego twórczynią, producentką i prowadzącą była Oprah Winfrey. Program był emitowany w latach 1986–2011, pozostając jednym z najdłużej emitowanych w historii programów typu talk-show. Zrealizowano 4561 odcinków programu.
Format ma swoje korzenie w AM Chicago, półgodzinnym talk-show nadawanym przez WLS-TV, stację należącą i zarządzaną przez ABC w Chicago. Winfrey przejęła rolę gospodarza 2 stycznia 1984 roku i w ciągu miesiąca wyniosła go z ostatniego na pierwsze miejsce w lokalnych rankingach popularności. Po tym sukcesie oraz nominacji Winfrey do Oscara i Złotego Globu za rolę Sofii w filmie Kolor purpury, talk-show został wznowiony 8 września 1986 roku pod obecnym tytułem The Oprah Winfrey Show.
Program miał codziennie do 20 milionów widzów w Stanach Zjednoczonych, i jest jednym z najlepiej ocenianych talk show w historii amerykańskiej telewizji.
The Oprah Winfrey Show wywarł duży wpływ na wiele młodych gwiazd, a szereg z jego tematów przeniknęło do amerykańskiej świadomości popkulturowej. Winfrey wykorzystała program jako platformę edukacyjną, obejmującą kluby książki, wywiady, segmenty samodoskonalenia i wyprawy na światowe wydarzenia. 
W trakcie dwudziestu pięciu lat emisji był wielokrotnie nagradzany, otrzymał między innymi 47 nagród Daytime Emmy Award oraz doczekał się emisji w 149 krajach. 
Oprócz nieznanych gości dzielących się swoimi historiami i doświadczeniami, w programie pojawiło się wiele znanych osobistości w Stanach Zjednoczonych, takich jak politycy i gwiazdy filmu i telewizji. 

## Krytyka
Zarówno format jak i sama prowadząca były często oskarżane o nie zawsze odpowiedzialne postępowanie z popularnością i medialną siłą swojego programu. Washington Post wysunął oskarżenia o zbyt bezkrytyczne traktowanie przez Winfrey swoich gości ze sceny politycznej. Prowadząca była również poddawana krytyce ze względu na książki, które prezentowała w swoich programach Oprah Book Club, a które następnie stawały się bestsellerami. Program Winfrey został skrytykowany za udział zwolenników medycyny alternatywnej, takich jak Suzanne Somers i przeciwniczki szczepień Jenny McCarthy.